# Telipogon bergoldii
Telipogon bergoldii är en orkidéart som först beskrevs av Leslie Andrew Garay och Galfrid Clement Keyworth Dunsterville, och fick sitt nu gällande namn av Karlheinz Senghas och Emil Lückel. Telipogon bergoldii ingår i släktet Telipogon och familjen orkidéer. Inga underarter finns listade i Catalogue of Life.